# 福特EcoBoost发动机
EcoBoost 是福特汽车與德國的FEV Europe GmbH所合作開發生产的涡轮增压和燃油缸内直喷6缸、4缸和3缸系列汽油引擎。与传统的同排量自然进气引擎相比，使用Ecoboost技术的引擎可以提高约20％的燃油经济性和降低15％的温室气体排放，同时输出更高的功率和扭矩。相对于混合动力和柴油引擎技术的动力输出和燃油经济性，Ecoboost引擎技術是一种消费者承担得起、适合各种工况的新式技術，计划在将来生产的车辆上广泛配置。此引擎的前一代為Duratec引擎。

## 全球生产情况
EcoBoost燃油直喷涡轮增压引擎技术在美国已经获得了125项专利及专利应用。

V6 EcoBoost 引擎将在美国俄亥俄州克利夫兰引擎第一工厂生产。
2.0L I4 EcoBoost发动机在2009年由西班牙的福特巴伦西亚（Valencia）引擎工厂生产。
1.6L I4 EcoBoost引擎将在英国的福特布里真德（Bridgend）工厂生产。 
未来小改款的I4 EcoBoost引擎将同时在德国福特科隆（Cologne）引擎工厂和罗马尼亚克拉约瓦（Craiova）工厂生产。
在2012年，福特公司计划在美国生产75万台，其他国家生产130万台EcoBoost引擎。
福特希望到2013年在全球范围内超过90%产品的配备EcoBoost引擎。

### Volvo称为GTDi
沃尔沃汽车在发布S60概念车和XC60的时候使用GTDi（Gasoline Turbocharged Direct injection涡轮增压燃油直喷）作为其1.6L I4和2.0L I4发动机的名称。 

## 引擎型式

### 六汽缸
EcoBoost V6是EcoBoost家族的第一具引擎。该引擎第一次亮相是在2007年林肯MKR概念车，使用的名称是TwinForce。 该引擎的设计可以输出相当于典型的6.0 L 或者更大的V8引擎的动力，同时比V8引擎又能提高15%的燃油经济性和降低温室气体排放。在林肯MKR车上，TwinForce概念引擎使用E85乙醇混合汽油（85%的乙醇，15％的汽油）可以输出415马力和542牛.米的扭矩。 在2008年底特律車展上，当该引擎再次在林肯MKT概念车上展出的时候，名称变更为EcoBoost。EcoBoost发动于2009年5月19日在福特克利夫兰（Cleveland）引擎第一工厂正式投产。
该量产引擎使用福特Duratec 35 V6引擎机体。燃油供应系统把燃油压力提高到190巴（2150磅），以能进行燃油缸内直接喷射。它使用两个盖瑞特(Garrett)GT15涡轮增压器可以达到170000转/分的转速提供1.06巴（12磅）的压力。该引擎能比自然进气的引擎多消耗超过25%的空气。通过使用直接燃油喷射技术，该引擎只需使用常规级的汽油，虽然推荐使用优质的汽油。
EcoBoost V6首先搭载在2010年林肯MKS上，接下来是2010年福特Flex、2010年福特金牛座（Taurus）SHO以及2010年林肯MKT。
该引擎的燃油供应系统是与罗伯特·博世有限公司（Robert Bosch GmbH）联合开发的。
福特在E85乙醇混合汽油直喷和汽油喷油嘴基础上试制出3.5 L GTDI EcoBoost引擎，该引擎可以达到305磅（27巴）的制动压力，可调校为在3000转/分时输出约750牛.米的扭力和316马力（236千瓦）功率，在1500-3000转是输出平滑扭矩曲线。
3.5升版本的V6 EcoBoost引擎於2010年獲選為華德十大最佳汽車引擎。

#### 搭载車型
- 365马力@5500转/分, 475牛.米@1500-5250转/分
  - 2010- 福特金牛座（Taurus）SHO
- 355马力 @5700 转/分, 475牛.米@1500-5250转/分
  - 2010年- 福特Flex
  - 2010年- 林肯MKS
  - 2010年- 林肯MKT

- 365马力@5500 转/分, 569牛.米@1700-5000转/分
  - 2011- 福特F-150[12] [13][14]

### 四汽缸
福特已经在概念车或者量产车上发布了基于Ecoboost技术的三种不同的4缸引擎。比如3.5 L EcoBoost V6，所有引擎均应用了涡轮增压和燃油缸内直喷技术。量产引擎系列于2009年法兰克福车展上正式宣布。

#### 2.0L EcoBoost I-4
2.0L版的Ecoboost引擎最早装配在2008年福特探险家美国版（Ford Explorer America）概念车上，动力输出调校为275马力和380牛.米。
这是EcoBoost引擎首款带有双独立可变气门正时系统(Twin-Independent Variable Cam Timing (Ti-VCT)), 宣布在拥有3.0L V6引擎的性能同时优化燃油经济性10%-20%。动力至少为230制动马力（170千瓦），扭矩至少为325牛.米。福特宣布将在2010年开始量产。
此2.0升Ecoboost引擎於2012年及2013年獲選為華德十大最佳汽車引擎。2017年起，將245匹馬力版本的2.0升四缸EcoBoost引擎命名為「EcoBoost 245」。

##### 搭载車款
- 200马力@5500转/分, 300牛.米@1750-4500转/分[18]
  - 2010年- 福特S-MAX
  - 2010年- 福特Galaxy
  - 2010年- 福特蒙迪欧

- 237马力@5500转/分, 250牛.米@1750-4500转/分[19]
  - 2011年- 福特探险家
  - 2010年- 福特蒙迪欧[20]
  - 2011年- 富豪S60
  - 2011年- 富豪V60
  - 2011年- 富豪XC60

- 未来的搭载車型
  - 2011年- 福特Falcon
  - 2011年- 福特锐界Edge，2010年底前将进口到中国上市。
  - 2012年- 福特福克斯ST

#### 1.6 L EcoBoost I-4
1.6L的直列四氣缸EcoBoost引擎首先应用在2009款林肯C概念车上。该发动机调校为180制动马力和244牛.米。
另外一个150制动马力的1.6L版本发动机将在欧洲市场销售，该发动机具有更低的油耗和更少CO2排放。
為因應中國大陸的稅制，另開發1.5 L EcoBoost I-4，結構與1.6大致相同，僅曲軸行程縮減，2017年起以馬力數命名為「EcoBoost 180」。

##### 搭载車款
- 2010年- 福特C-MAX
- 2010年- 福特福克斯
- 2011年- 富豪S60
- 2011年- 富豪V60
- 2011年- 富豪XC60

### 八汽缸

#### “山猫”项目- 双燃料发动机
代号“山猫”项目，是EcoBoost发动机的延伸。它是基于5.0L的EcoBoost V8发动机体，但是使用E85乙醇混合汽油直接喷射和汽油喷射嘴。该发动机是与麻省剑桥LLC乙醇增压系统联合开发的，在2009年4月“山猫”项目被披露是在汽车工程的发送机和社会部运作。

#### 5.0L “Road Runner”项目
代号“Road Runner”项目传言是一种500马力发动机，将会用在2012年Shelby GT500和F-150 Harley-Davidson版皮卡上。  
“Road Runner”不是EcoBoost族引擎的一员，因为它没有使用缸内燃油直喷技术。

### 三汽缸
福特于2011年法兰克福汽车展览上发布了1.0升排量的EcoBoost发动机，该款发动机为三缸直喷增压发动机，双凸轮轴可变正时技术，有100马力（74千瓦）和125马力（92千瓦）两种调校。新发动机预计将首先搭载在在欧版Focus上，未来也可能会搭载在B-Max、C-Max等车型上。
此1.0L引擎於2012年至2016年獲得國際年度發動機大獎（International Engine of Year Award）、2014年及2015年獲得華德十大最佳汽車引擎。2017年起，將125匹馬力版本的三缸EcoBoost引擎命名為「EcoBoost 125」。
2017年2月，福特宣佈將推出1.5升的三氣缸EcoBoost发动机，依馬力命名為「EcoBoost 182」，首先搭載於性能版小型車Fiesta ST，2018年發表的第四代福克斯也會搭載三缸1.5升引擎。